# TEE Settebello

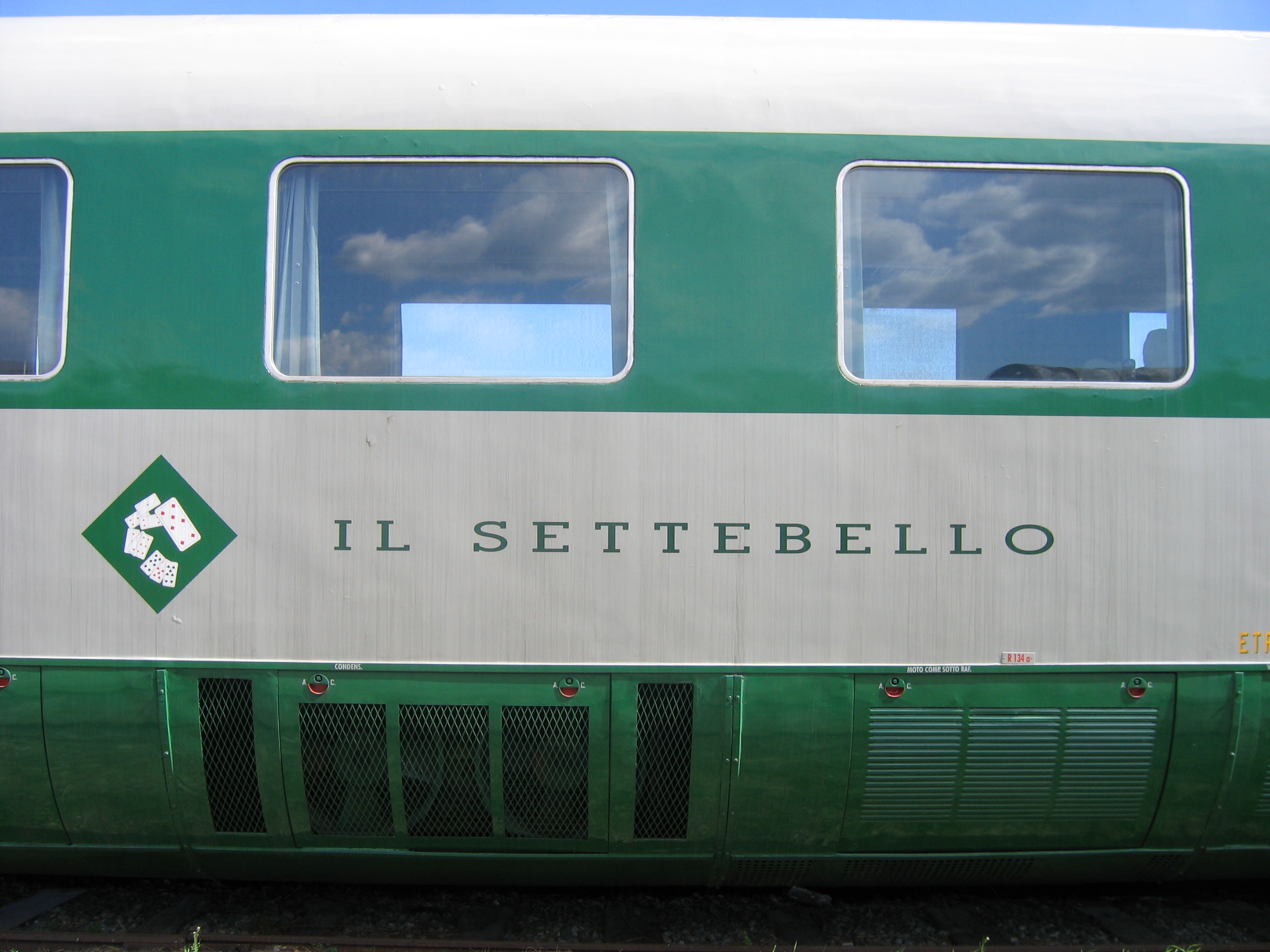
Logo dell'elettrotreno ETR 300 Settebello

Settebello è una relazione ferroviaria Trans Europ Express operativa tra il 1974 e il 1984 tra Milano e Roma effettuata con l'elettrotreno ETR 300 Settebello.
Il servizio, istituito già nel 1952 come rapido, venne elevato al rango di TEE nel 1974, date le notevoli doti di comfort del materiale rotabile; era l'unico TEE in servizio interno al territorio italiano effettuato con elettrotreno. Dopo l'apertura (parziale) della direttissima nel 1977, il Settebello copriva l'intero percorso alla velocità media di 113 km/h.
Nel 1984 la coppia di ETR 300 venne sostituita da treni a composizione ordinaria e la relazione venne rinominata Colosseum, restando con questo nome fino al 1997.